# بی‌ساید، شهرستان اکوماک، ویرجینیا

موقعیت شهرستان اکوماک در ایالت ویرجینیا.

بی‌ساید، شهرستان اکوماک، ویرجینیا (انگلیسی: Bayside, Accomack County, Virginia) یک حوزه سرشماری در شهرستان اکوماک، ویرجینیا در ایالات متحده جمعیت آن در سرشماری سال ۲۰۱۰ تنها ۱۲۰ نفر بود.